# Walter van Laack
Walter van Laack (* 11. Mai 1957 in Köln) ist ein deutscher Facharzt für Orthopädie, Spezielle Orthopädische Chirurgie, Sportmedizin, Physikalische Therapie, Chirotherapie und Akupunktur. Er legte an der Universität Köln sein Staatsexamen ab und promovierte 1982 an der RWTH Aachen. Van Laack praktizierte bis Juni 2017 in einer orthopädischen Gemeinschaftspraxis in Herzogenrath und lehrt an der Fachhochschule Aachen die Fächer Medizintechnik, Orthopädie und Grenzgebiete der Medizin. 2004 wurde er hier zum Professor ernannt.  Darüber hinaus ist er Geschäftsführer und Mitinhaber seines eigenen Buchverlages.
Van Laack befasst sich im Besonderen mit dem Thema Nahtoderfahrungen. Dazu veröffentlichte er bereits zahlreiche Bücher, trat in Fernsehsendungen auf und schreibt Kolumnen, unter anderem in der Huffington Post.
Im Jahr 2010 erhielt van Laack den Burkhard Heim-Preis des Dachverbandes Geistiges Heilen (DGH).
Walter van Laack lebt in Aachen und ist verheiratet sowie Vater zweier Söhne.